# Francesco Pignata
Francesco Pignata (Reggio Calabria, 14 febbraio 1978) è un ex giavellottista italiano.

## Biografia
La sua miglior misura di 81,67 m, ottenuta nel 2005, è la quarta miglior prestazione italiana di tutti i tempi.
Dal 2 dicembre 2012, Pignata è Consigliere Federale della Federazione Italiana di Atletica Leggera (FIDAL), sotto la direzione di Alfio Giomi.

## Progressione
- 1996 - 68.34
- 1997 - 68.12
- 2002 - 78.69
- 2003 - 78.40
- 2004 - 79.34
- 2005 - 81.67
- 2006 - 79.70
- 2007 - 77.94
- 2008 - 74.76

## Campionati nazionali
- 4 volte campione nazionale assoluto del lancio del giavellotto (2003, 2004, 2005, 2006)
- 5 volte campione nazionale invernale del lancio del giavellotto (2004, 2005, 2006, 2007, 2008)